# Jealous Ones Still Envy
Albums de Fat Joe
Don Cartagena
(1998) Loyalty
(2002)
Singles
1. We Thuggin'
Sortie : 2001
2. What's Luv?
Sortie : 22 janvier 2002
3. Opposites Attract (What They Like)
Sortie : 2002

Jealous Ones Still Envy est le quatrième album studio de Fat Joe, sorti le 4 décembre 2001.
L'album, qui s'est classé 6e au Top R&B/Hip-Hop Albums et 21e au Billboard 200, a été certifié disque de platine le 22 mai 2002 par la RIAA.

## Liste des titres
| No  | Titre                                                                                 | Contient un (des) sample(s) de | Durée |
| --- | ------------------------------------------------------------------------------------- | --- | ----- |
| 1.  | Intro (Produit par LV et Sean Cane)                                                   | | 0:27  |
| 2.  | J.O.S.E. (Produit par Psycho Les)                                                     | | 2:26  |
| 3.  | King of N.Y. (featuring Buju Banton – Produit par Cool & Dre)                         | Just Memories d'Eddie Kendricks | 4:07  |
| 4.  | Opposites Attract (What They Like) (Produit par Self)                                 | Fresh Air du Quicksilver Messenger Service | 4:03  |
| 5.  | Definition of a Don (Produit par The Alchemist)                                       | Memoires de Roland Romanelli | 3:54  |
| 6.  | My Lifestyle (Produit par Buckwild)                                                   | Static Time de John Scott | 3:25  |
| 7.  | We Thuggin' (featuring R. Kelly – Produit par Ron G)                                  | Nasty Boy de The Notorious B.I.G. | 3:33  |
| 8.  | Fight Club (featuring M.O.P. et Petey Pablo – Produit par Reef)                       | Stop in the Name of Love de Margie Joseph | 5:17  |
| 9.  | What's Luv? (featuring Ja Rule et Ashanti – Produit par Chinky et Irv Gotti)          | What's Love Got to Do With It de Tina Turner Niggaz Nature (Remix) de 2Pac featuring Lil' Mo Back 2 Life 2001 de DJ Clue? featuring Mary J. Blige et Jadakiss | 4:19  |
| 10. | He's Not Real (Intro)                                                                 | | 0:22  |
| 11. | He's Not Real (featuring Prospect – Produit par Richard Frierson)                     | Do It Again (Put Ya Hands Up) de Jay-Z featuring Beanie Sigel et Amil                                                                                         | 3:42  |
| 12. | The Fuck Up (Interlude)                                                               | | 0:56  |
| 13. | Get the Hell on With That (featuring Armageddon et Ludacris – Produit par Bink)       | Lookin' at Me de Ma$e featuring P. Diddy | 4:02  |
| 14. | It's O.K. (Produit par Sean Cane)                                                     | | 3:21  |
| 15. | Murder Rap (featuring Armageddon – Produit par Rockwilder)                            | | 4:17  |
| 16. | The Wild Life (featuring Prospect et Xzibit – Produit par DJ Nasty et LVM)            | Ike's Rap I d'Isaac Hayes | 3:35  |
| 17. | Still Real (Produit par Buckwild)                                                     | You're the Joy of My Life de Millie Jackson | 4:11  |
| 18. | We Thuggin' (Remix) (featuring Busta Rhymes, Noreaga et R. Kelly – Produit par Ron G) | | 3:33  |